# Stadtrecht von Butzbach
Das Stadtrecht von Butzbach war das Partikularrecht, das in der Stadt Butzbach und deren Gemarkung bis zum Ende des 19. Jahrhunderts gültig war.

## Geschichte

### Entstehung
Aus älteren Quellen schöpfend erließ die Stadtherrschaft von Butzbach 1578 das Butzbacher Stadtrecht. Die Landesherrschaft wurde damals von mehreren Herren ausgeübt (Kondominat). Das waren 
- Landgraf Ludwig IV. von Hessen-Marburg (ein Viertel[2])
- die Grafen von Solms (gemeinsam ½)
  - Philipp von Solms,
  - Ernst von Solms und
  - Eberhard zu Solms-Lich
- Graf Christoph zu Stolberg (ein Viertel)

Auch beim Erlass des Stadtrechtes handelten die Stadtherren gemeinsam.
Das erlassene Recht bestand aber unabhängig von der Landesherrschaft. So blieb es auch weiter in Kraft, nachdem alle Anteile des Kondominats an die Landgrafschaft Hessen-Darmstadt – und zwischenzeitlich für eine Generation an die Landgrafschaft Hessen-Butzbach – übergegangen waren.

### Großherzogtum Hessen
Butzbach gehörte im 19. Jahrhundert zum Großherzogtum Hessen, wo es in der Provinz Oberhessen lag. Das Butzbacher Stadtrecht behielt seine Geltung auch im gesamten 19. Jahrhundert und wurde erst zum 1. Januar 1900 von dem einheitlich im ganzen Deutschen Reich geltenden Bürgerlichen Gesetzbuch abgelöst.

## Inhalt
Der Inhalt des Butzbacher Stadtrechts folgte weitgehend – zum Teil wörtlich – dem Solmser Landrecht. Selbst der Druck des Butzbacher Stadtrechts von 1578 ist eng an den Druck des Solmser Landrechts von 1571 angelehnt. Gleiches gilt für den Publikationserlass. Abweichungen bestehen vor allem im Bereich des Prozessrechts, der Gebührenordnung und hinsichtlich von Bezeichnungen von Amtsträgern, was auf Unterschieden in der Verwaltungsstruktur zwischen der Stadt Butzbach und der Grafschaft Solms beruht.

### Ausgaben
- Landgraf Ludwig IV. u. a. (Hg.): Reformirte Gerichts Ordnung vnnd Stadtrecht/ Vnserer Ludwigs von Gottes gnaden Landtgrauen zu Hessen/ Grauen zu Catzenelnbogen/ Dietz/ Ziegenhain/ vnnd Nidda/ Philipsen/ Ernsten/ vnnd Eberhardts/ Grauen zu Solms/ Herren zu Mintzenberg vnd Sonnenwaldt/ vnnd Christoffs Grauen zu Stolberg/ Königstein/ Rhütschfort/ vnd Wernigenrod/ Herren zu Epstein/ Mintzenberg/ vnnd Breueberg. Deren sich vnser gemeinen Statt Butzbach Beampten/ Burgkmann/ Kelner/ Zentgraue/ Burgermeister/ Scheffen/ Raht/ vnd alle derselben Inwohner/ zu befürderung ordenlichen Gerichtlichen Proceß/ in Burgerlichen vnd Peinlichen sachen/ auch Pflantzung vnd Erhaltung gleichmessigen Rechtens in allerhandt Contracten/ Abtreyben/ Eheberedungen/ Testamenten/ vnd letzten Willen/ Erbschaften/ Erbtheilungen/ Vormündtschafften/ Einkindtschafften/ vnd andern dergleichen fürfallenden Politischen Händeln vnd sachen gebrauchen vnd verhalten sollen. Colbium, Marburg 1578.

### Sekundärliteratur
- Arthur Benno Schmidt: Die geschichtlichen Grundlagen des bürgerlichen Rechts im Großherzogtum Hessen. Curt von Münchow, Giessen 1893.